# Saison 2020-2021 de l'Aston Villa FC
 (juin 2021).
Maillots
Chronologie
Saison précédente Saison suivante
La saison 2020-2021 d'Aston Villa est la cent-quarante-sixième saison du club et la vingt-sixième saison du club en première division. Cette saison le club est engagé en Premier League, en FA Cup et en EFL Cup.

## Transferts

### Transferts estivaux
| Nom                    | Nationalité | Âge | Poste             | Transfert      | Provenance/Destination | Division                             |
| Arrivées               |             |     |                   |                |                        |                                      |
| Aaron O'Reilly         |             | 16  | Défenseur         | Inconnu        | St Patrick's Athletic  | Airtricity League                    |
| Sil Swinkels           |             | 16  | Défenseur         | Libre          | Vitesse Arnhem         | Eredivisie                           |
| Ben Chrisene           |             | 16  | Milieu de terrain | 440000€        | Exeter City            | League Two                           |
| Ruben Shakpoke         |             | 16  | Attaquant         | Inconnu        | Norwich City           | Championship                         |
| Matty Cash             |             | 23  | Défenseur         | 14M€           | Nottingham Forest      | Championship                         |
| Ollie Watkins          |             | 24  | Attaquant         | 28M€           | Brentford              | Championship                         |
| Lamare Bogarde         |             | 16  | Milieu            | Inconnu        | Feyenoord Rotterdam    | Eredivisie                           |
| Emiliano Martínez      |             | 28  | Gardien           | 17M€           | Arsenal                | Premier League                       |
| Bertrand Traoré        |             | 25  | Attaquant         | 17M€           | Olympique lyonnais     | Ligue 1                              |
| Ross Barkley           |             | 26  | Attaquant         | Prêt           | Chelsea                | Premier League                       |
| Départs                |             |     |                   |                |                        |                                      |
| Borja Bastón           |             | 28  | Attaquant         | Libre          | CD Leganés             | Liga Adelante                        |
| Isaiah Bazeley-Graham  |             | 20  | Défenseur         | Libre          | Sans club              | Sans club                            |
| Jack Birch             |             | 19  | Milieu de terrain | Libre          | Alvechurch             | Southern League Division One Central |
| James Chester          |             | 31  | Milieu de terrain | Libre          | Stoke City             | Championship                         |
| Jake Doyle-Hayes       |             | 19  | Milieu de terrain | Libre          | Sans club              | Sans club                            |
| Andre Green            |             | 22  | Milieu de terrain | Libre          | Sans club              | Sans club                            |
| Rushian Hepburn-Murphy |             | 22  | Attaquant         | Libre          | Paphos                 | Cypriot Premier Division             |
| Anton Hooper           |             | 19  | Attaquant         | Libre          | Sans club              | Sans club                            |
| Colin Odutayo          |             | 19  | Attaquant         | Libre          | Sans club              | Sans club                            |
| Callum O'Hare          |             | 22  | Milieu de terrain | Libre          | Coventry City          | Championship                         |
| Matija Sarkic          |             | 23  | Gardien de but    | Libre          | Wolverhampton          | Premier League                       |
| Dimitri Sea            |             | 19  | Milieu de terrain | Libre          | Sans club              | Sans club                            |
| Jamie Searle           |             | 19  | Gardien de but    | Libre          | Swansea City           | Championship                         |
| James Bree             |             | 22  | Défenseur         | Libre          | Luton Town             | Championship                         |
| Scott Hogan            |             | 28  | Attaquant         | Libre          | Birmingham City        | Championship                         |
| Mbwana Samatta         |             | 28  | Attaquant         | Libre          | Fenerbahçe             | Superlïg                             |
| Jota                   |             | 29  | Attaquant         | Fin de contrat | Sans club              | Sans club                            |
| Jack Clarke            |             | 20  | Milieu de terrain | Prêt           | Yeovil Town            | National League                      |
| Indiana Vassilev       |             | 19  | Attaquant         | Prêt           | Burton Albion          | League One                           |
| Viljami Sinisalo       |             | 18  | Gardien de but    | Prêt           | Ayr United             | Scottish Premiership                 |
| Cameron Archer         |             | 18  | Attaquant         | Prêt           | Solihull Moors         | National League                      |

## Effectif 2020-2021

### Joueurs prêtés
Le tableau suivant liste les joueurs en prêts pour la saison 2020-2021.

## Championnat

### Premier League

#### Septembre
Pour son retour en Premier League, Aston Villa devait jouer à Manchester City, mais le match a été reporté a une date ultérieure en raison de la Ligue des champions.
Les Lions commencent finalement leur saison à domicile contre Sheffield United, après une première mi-temps vierge, Aston Villa s'imposera un but à zéro grâce à un but de Ezri Konsa à la 63e minute.
La troisième journée voit le club se déplacer à Craven Cottage pour y affronter Fulham, les Lions débutent bien leur première mi-temps grâce à des buts de Jack Grealish et de Conor Hourihane, en deuxième mi-temps, Tyrone Mings marque un nouveau but à la 48e minute, permettant à son équipe d'aller s'imposer trois buts à zéro.

#### Octobre
Pour le match suivant, Aston Villa reçoit Liverpool (tenant du titre), après quatre minutes de jeu, Ollie Watkins ouvre le score grâce à une passe décisive de Jack Grealish à la suite d'une erreur d'Adrián, à la 22e minute, Aston Villa inscrit un deuxième but toujours par Watkins et d'une passe décisive de Grealish, Mohamed Salah réduit néanmoins le score, mais John McGinn vient renforcer le score deux minutes plus tard, mais le scénario ne s'arrête pas là, Watkins inscrit encore un but d'une passe décisive de Trézéguet lors d'un coup franc à la suite d'une faute de Virgil van Dijk qui lui a valu un carton jaune, à la mi-temps Aston Villa mène quatre buts à un, un record, seulement dix minutes après le retour des vestiaires, Ross Barkley inscrit un cinquième but sur une passe décisive de Grealish, Salah réduit encore la marque cinq minutes plus tard après une passe décisive de Roberto Firmino, mais Aston ne laisse aucune chance au gardien de but de Liverpool et Grealish marque deux buts à la 66e et à la 75e minute sur passes décisives de Watkins et McGinn, il n'y aura plus le moindre but dans les quinze dernières minutes, Aston s'impose donc sept buts à deux,.

### Classement
| Rang | Équipe                  | Pts | J  | G  | N | P  | Bp | Bc | Diff |
| ---- | ----------------------- | --- | -- | -- | - | -- | -- | -- | ---- |
| 9    | Leeds United P          | 59  | 38 | 18 | 5 | 15 | 62 | 54 | +8   |
| 10   | Everton FC              | 59  | 38 | 17 | 8 | 13 | 47 | 48 | −1   |
| 11   | Aston Villa             | 55  | 38 | 16 | 7 | 15 | 55 | 46 | +9   |
| 12   | Newcastle United        | 45  | 38 | 12 | 9 | 17 | 46 | 62 | −16  |
| 13   | Wolverhampton Wanderers | 45  | 38 | 12 | 9 | 17 | 36 | 52 | −16  |

#### Evolution du classement
| Journée    | 1 | 2 | 3 | 4 | 5 | 6 | 7 | 8 | 9 | 10 | 11 | 12 | 13 | 14 | 15 | 16 | 17 | 18 | 19 | 20 | 21 | 22 | 23 | 24 | 25 | 26 | 27 | 28 | 29 | 30 | 31 | 32 | 33 | 34 | 35 | 36 | 37 | 38 |
| ---------- | - | - | - | - | - | - | - | - | - | -- | -- | -- | -- | -- | -- | -- | -- | -- | -- | -- | -- | -- | -- | -- | -- | -- | -- | -- | -- | -- | -- | -- | -- | -- | -- | -- | -- | -- |
| Résultat   | D | V | V | V | V | D | D | V | D | D  | V  | V  | N  | V  | V  | N  | D  | D  | N  | D  | V  | D  | V  | N  | D  | V  | N  | N  | D  | V  | D  | D  | N  | V  | D  | D  | V  | V  |
| Classement | 9 | 9 | 4 | 2 | 2 | 3 | 8 | 6 | 7 | 10 | 11 | 11 | 9  | 7  | 5  | 8  | 8  | 10 | 9  | 9  | 9  | 8  | 8  | 9  | 9  | 9  | 10 | 10 | 9  | 11 | 11 | 11 | 10 | 11 | 11 | 11 | 11 | 11 |